# Flaga Cypru
Flaga Cypru – jeden z symboli państwowych Republiki Cypryjskiej.

## Wygląd i symbolika
Flaga Cypru jest białym prostokątem, w którego centrum umieszczone są: figura przypominająca kształtem wyspę Cypr oraz dwie zielone gałązki oliwne.
Kolor biały i zielone gałązki oliwne to symbol pokoju między dwoma społecznościami wyspy: Grekami i Turkami. Złotawy kolor wyspy nawiązuje do łacińskiego pochodzenia nazwy Cypr (cuprum = miedź).

## Historia
Aktualna flaga Cypru została zatwierdzona 20 kwietnia 2006 roku.

Wersja flagi Cypru używana od  sierpnia 1960 do kwietnia 2006
Wersja flagi Cypru używana od kwietnia do sierpnia 1960
Flaga Cypru jako brytyjskiej kolonii
Propozycja flagi dla zjednoczonego Cypru, złożonego z części greckiej i tureckiej (2004)